# 1669

## Събития
Изригването на вулкана Етна (на италиански Etna) с 50 разрушени града.
Основава се село Мокрище

## Родени
- 2 февруари – Луи Маршан, френски музикант

## Починали
- 4 октомври – Рембранд ван Рейн, холандски художник
- 9 декември – Климент IX, римски папа